# Hierón I.

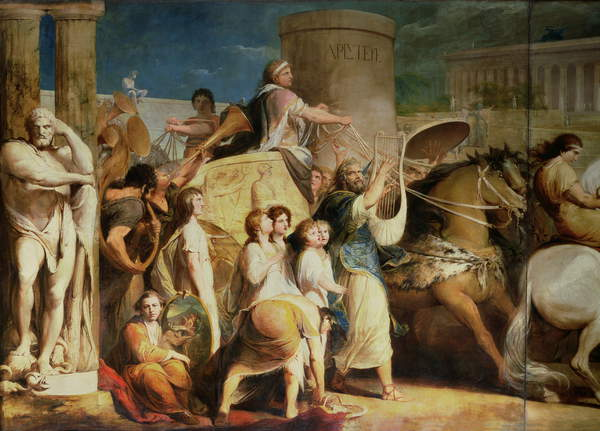
Hierón, vítěz olympijských her, autor: James Barry

Hierón (starořecky Ἱέρων – Hierón) byl tyran Gely a Syrakus v 5. stol před Kr.
Hierón se stal tyranem Syrakus po smrti svého bratra Gelóna, který původně vládl jen v Gele. Gelón se v Gele chopil moci v roce 491 př. n. l. po smrti tyrana Hippokrata. V roce 485 př. n. l. si ho syrakuští aristokraté, které vyhnal lid, zavolali na pomoc a Gelón si ze Syrakus udělal svou rezidenci a vládcem Gely jmenoval svého bratra Hieróna. Když v roce 480 před Kr. řečtí tyrani Gelón a Theron porazili Kartágo, staly se Syrakusy vedoucí mocností ve Velkém Řecku. Po smrti Gelóna moc v Syrakusách převzal Hierón navzdory nárokům svého bratra Polyzéla.
Hierón na začátku své vlády (477 př. n. l.) razantně vystupoval proti Krotónu. V roce 475 př. n. l. zničil sicilské město Katanu a znovu jej založil jako Aitne s 10 000 novými osadníky. Etrusky porazil v roce 474 př. n. l. v rozhodující námořní bitvě u Kúm a založil syrakuskou kolonii na ostrově Ischia. O dva roky později svrhl vládu tyrana Therona v Akragantu, protože ten po smrti Gelóna podporoval Polyzéla.
Jeho panovnický dvůr hojně navštěvovali významní básníci a filosofové, včetně Aischyla, Simónida a Epicharma. Jeho vítězství v jezdeckém závodu a závodu dvoukolových vozů se čtyřspřežím na olympijských a pýthických hrách oslavil v epinikiích lyrický básník Pindaros. Hierón zemřel v roce 466 př. n. l. a jeho smrtí tyranida v Syrakusách skončila.